# G5 (hunebed)
Hunebed G5 is het laatste hunebed dat in Nederland is ontdekt, en tevens het noordelijkste. Het werd in 1982 door archeologen van de Rijksuniversiteit Groningen opgegraven onder de wierde van Heveskesklooster in de Delfzijlster Oosterhoek. Men was op zoek naar de overblijfselen van een klooster van de Johannieterorde. 

## Bouw
Het hunebed bestaat uit zes zijstenen, een sluitsteen en drie dekstenen. Dit is het enige voorbeeld van dit type hunebed in Nederland, het wordt een rechthoekige dolmen of verlengde dolmen genoemd. 

## Geschiedenis
Het hunebed was al deels verstoord toen men het aantrof, deze vernieling wordt vóór 2200 v.Chr. gedateerd.
De aanduiding G5 geeft aan dat dit het vijfde Groninger hunebed is. De nummering van de hunebedden was een initiatief van Albert van Giffen. Waar hij in Drenthe alleen de hunebedden heeft genummerd die hij zelf nog aantrof, heeft hij in Groningen ook de inmiddels verdwenen hunebedden bij Glimmen en Noordlaren van een nummer voorzien (G2, G3 en G4). Daarom werd de nieuwe vondst G5.
De vondst van G5 heeft geleid tot nieuwe speculaties over de herkomst van de bouwers van de hunebedden, de Trechterbekercultuur, naar Nederland. Alle andere nog bestaande Nederlandse hunebedden liggen op het Drents Plateau, met name op en aan de Hondsrug. De locatie van G5, aan de kust van de Eemsmonding, kan een aanwijzing zijn dat de leden van de Trechterbekercultuur niet via land, maar vanaf de zee het land zijn binnengetrokken.
Hunebed G5 kon niet op de vindplaats blijven liggen, omdat men uitging van de veronderstelling dat het oprukkende industriegebied Oosterhorn van Delfzijl tot hier zou reiken. Het bevindt zich nu in het Muzeeaquarium Delfzijl. De bijbehorende steenkist uit het neolithicum is van het hunebed gescheiden en ondergebracht in het Hunebedcentrum in Borger. Het verwijderen en splitsen van dit archeologische monument is een grote uitzondering in de moderne tijd. 